# NGC 5522
NGC 5522 ist eine 13,4 mag helle Spiralgalaxie mit aktivem Galaxienkern vom Hubble-Typ Sb im Sternbild Bärenhüter und etwa 205 Millionen Lichtjahre von der Milchstraße entfernt.
Sie wurde am 19. März 1787 von Wilhelm Herschel mit einem 18,7-Zoll-Spiegelteleskop entdeckt, der sie dabei mit „vF, vS, E, confirmed with 300 power“ beschrieb. In seinen Notizen führte er ergänzend aus: „vF, vS, E, 300 confirmed it, but shewed two small round patches united, which seemed to be like vF aberrations of two stars without the stars. I viewed them with many different adjustments of the focus“.